# Gouvernement Fisher II
Deakin III Cook
Le gouvernement Fisher II est le gouvernement fédéral de l'Australie de 1910 à 1913. C'est le huitième gouvernement depuis l'unification de l'Australie en une fédération en 1901, le troisième gouvernement travailliste, et le deuxième mené par Andrew Fisher, précédemment Premier ministre d'Australie de novembre 1908 à juin 1909. 
Issu des élections législatives fédérales d'avril 1910, c'est le premier gouvernement majoritaire qu'ait connu l'Australie au niveau fédéral, après une succession de sept gouvernements en neuf ans. Le pays est passé d'une vie politique instable marquée par trois grands partis politiques à un système stabilisé en bipartisme, les opposants aux travaillistes s'étant assemblés en un Parti libéral. Avec quarante-trois sièges sur soixante-quinze à la Chambre des représentants et vingt-trois sièges sur trente-six au Sénat, le Parti travailliste dispose de la majorité absolue dans les deux chambres du Parlement australien pour la législature 1910-1913,. Le gouvernement Fisher II est ainsi le premier gouvernement ouvrier au monde à disposer d'une majorité absolue de sièges en son parlement national.
Andrew Fisher est un ancien mineur ayant travaillé enfant dans les mines de charbon en Écosse, et un syndicaliste actif émigré en Australie en 1885 où il a contribué à l'émergence du Parti travailliste. Ce deuxième gouvernement Fisher accroît les pensions de vieillesse, crée une allocation de maternité, et crée la première banque nationale australienne : la Commonwealth Bank, banque publique devant garantir les dépôts des épargnants. Il crée également la Royal Australian Navy et les fondements de ce qui deviendra la Royal Australian Air Force. Enfin, il lance la construction de Canberra comme capitale nationale. Il perd les élections de 1913, mais celles-ci ne permettent pas aux libéraux de former un gouvernement durable, et les travaillistes emmenés par Andrew Fisher retrouvent le pouvoir aux élections anticipées de 1914, au début de la Première Guerre mondiale,.
La composition du gouvernement Fisher II est celle-ci :
| Nom | Nom                        | Nom | Fonctions                                     | Parti        |
| --- | -------------------------- | --- | --------------------------------------------- | ------------ |
|     | Andrew Fisher              |     | Premier ministre, Ministre des Finances       | Travailliste |
|     | Billy Hughes               |     | Procureur général                             | Travailliste |
|     | Lee Batchelor              |     | Ministre des Affaires extérieures             | Travailliste |
|     | Josiah Thomas              |     | Maître des Postes                             | Travailliste |
|     | George Pearce (sénateur)   |     | Ministre de la Défense                        | Travailliste |
|     | Frank Tudor                |     | Ministre du Commerce extérieur et des Douanes | Travailliste |
|     | King O'Malley              |     | Ministre de l'Intérieur                       | Travailliste |
|     | Gregor McGregor (sénateur) |     | Vice-président du Conseil exécutif            | Travailliste |
|     | Edward Findley (sénateur)  |     | Ministre sans portefeuille                    | Travailliste |
|     | Charlie Frazer             |     | Ministre sans portefeuille                    | Travailliste |

Lee Batchelor, le ministre des Affaires extérieures, meurt le 8 octobre 1911. Josiah Thomas est nommé pour lui succéder, cédant la responsabilité des Postes à Charlie Frazer. Ernest Roberts est alors nommé ministre sans portefeuille et rejoint le Cabinet.